# Euphorbia nudicaulis
Euphorbia nudicaulis är en törelväxtart som beskrevs av Perr.. Euphorbia nudicaulis ingår i släktet törlar, och familjen törelväxter. Inga underarter finns listade i Catalogue of Life.